# Шарнир равных угловых скоростей

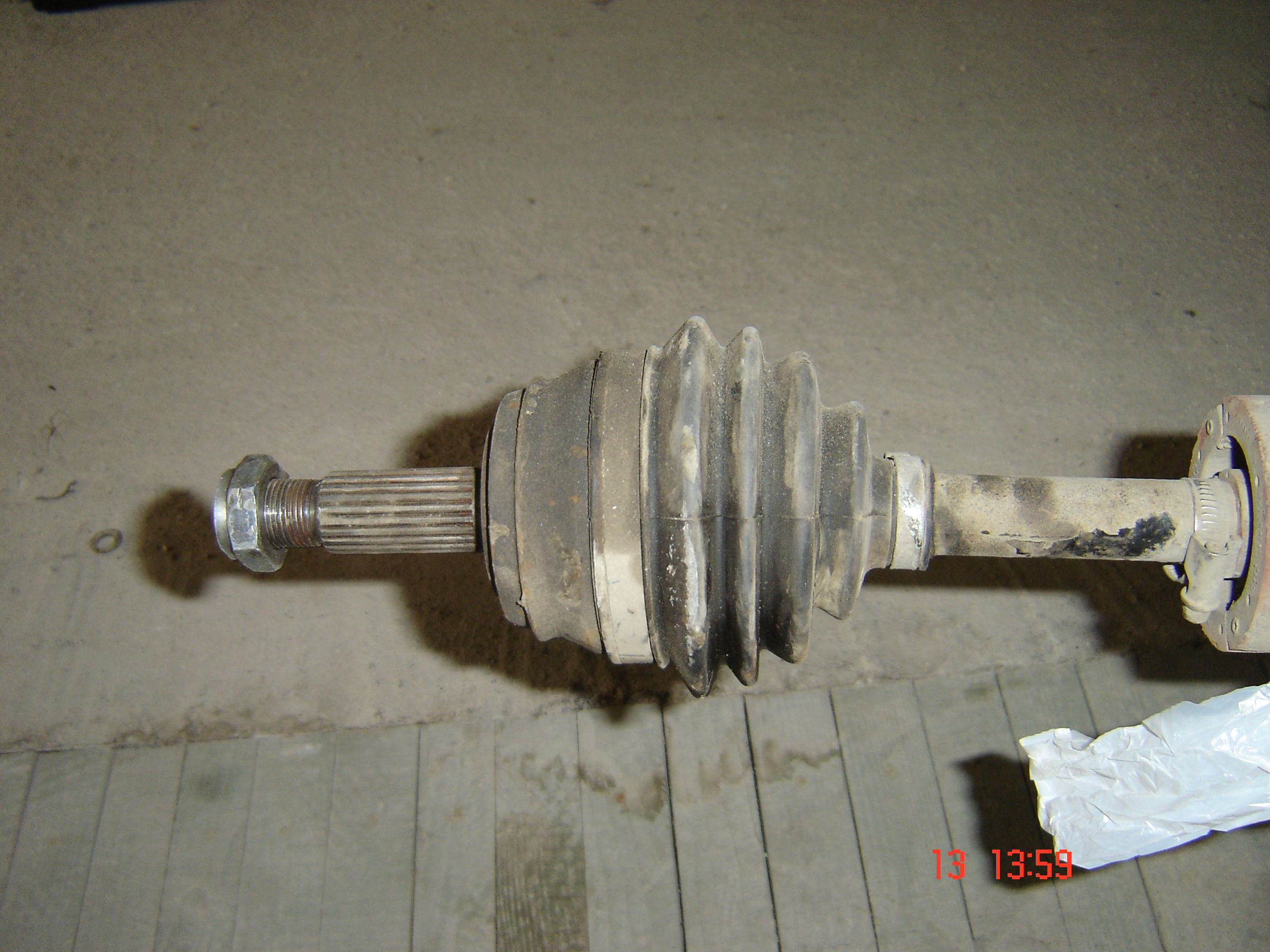
Шарнир равных угловых скоростей для переднеприводного автомобиля

Принцип действия шарикового ШРУСа типа «Рцеппа»

Шарнир равных угловых скоростей (ШРУС, жарг. — граната) обеспечивает передачу крутящего момента при углах поворота от 1 до 70 градусов относительно оси. ШРУСы изредка называют «гомокинетическими шарнирами» (от др.-греч. ὁμός — «равный, одинаковый» и κίνησις — «движение», «скорость»). 
Используется в системах привода управляемых колёс легковых автомобилей с независимой подвеской и, реже, задних колёс и в приводах передних колёс внедорожников, иногда — на рельсовом подвижном составе.
Первые попытки реализовать передний привод осуществлялись при помощи обычных карданных шарниров.
Однако, если колесо перемещается в вертикальной плоскости и одновременно является поворотным, наружному шарниру полуоси приходится работать в исключительно тяжелых условиях — с углами 30–35°. А уже при углах, больших 10–12°, в карданной передаче резко увеличиваются потери мощности, к тому же вращение передаётся неравномерно, растёт износ шарнира, быстро изнашиваются шины, а шестерни и валы трансмиссии начинают работать с большими перегрузками. Поэтому потребовался особый шарнир — шарнир равных угловых скоростей, — лишённый таких недостатков, передающий вращение равномерно вне зависимости от угла между соединяемыми валами.

## Типы шарниров равных угловых скоростей
Существуют различные конструкции ШРУСов. Различают обычно:

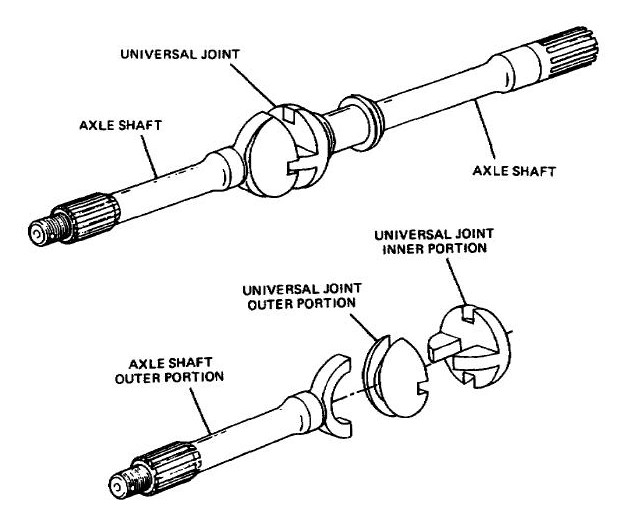
Кулачковый шарнир типа «Тракта»

- Сухариковые или кулачковые — были разработаны французом Жаном-Альбертом Грегуаром (1899—1992) и запатентованы под обозначением «Тракта» в начале 1920-х, в наше время применяются в основном на грузовиках, так как при высоких скоростях вращения вала склонны к перегреву;
- Кулачково-дисковые — Урал-375Д[1] и Урал-4320, КрАЗ-255[2]; часть автомобилей ГАЗ-69 и УАЗ-469 до 1993 г.;
- Шариковые — «Бендикс-Вейс» (Bendix-Weiss) с делительными канавками, сначала запатентованные немецким изобретателем Карлом Вейссом в 1926 году, который затем продал патент фирме Бендикс, «Рцеппа» (Rzeppa) с делительными рычажками, разработанные сотрудником Форда Альфредом Хансом Рцеппом (1885—1965) в 1926 году и его модификации «Рцеппа-Бирфильд» со смещёнными делительными канавками, «Рцеппа-Лебро» с непараллельными делительными канавками — наиболее распространены сегодня, первые варианты были разработаны в 1920-е годы. Применяются, например, на ГАЗ-66[3];
- Трипод (Tripod) со сферическими роликами и вилкой и Трипод-Уникардан со сферическими роликами — допускают бо́льшие осевые перемещения, но при этом — нелинейное изменение скорости при вращении под углом; часто используются как внутренние (то есть — устанавливаются со стороны привода, а не колеса); Используются чаще в задней независимой подвеске и переднем редукторе полноприводных авто, например Nissan Terrano, а также на французском высокоскоростном поезде TGV[4].

Спаренный кардан

- Спаренные карданные — представляют собой состыкованные друг с другом два карданных шарнира, которые взаимно компенсируют неравномерность вращения друг друга; применялись редко, например, на ряде американских автомобилей 1920-х годов, вроде Miller 91 или Cord L29, а также французских «Панарах» пятидесятых-шестидесятых годов и ГДР-овских Wartburg. В конце 20 века устанавливались на карданные валы американских вседорожников (пример — Jeep). В настоящее время применяются на грузовиках, тракторах, строительной технике, электровагонах метрополитена типов Е, 81-717/714 и др.[5].

Наиболее распространённый сегодня шариковый ШРУС состоит из шести шариков, внешнего и внутреннего колец с прорезями под шарики, которые соединяются с приводным валом шлицевым соединением, и сепаратора, удерживающего шарики.

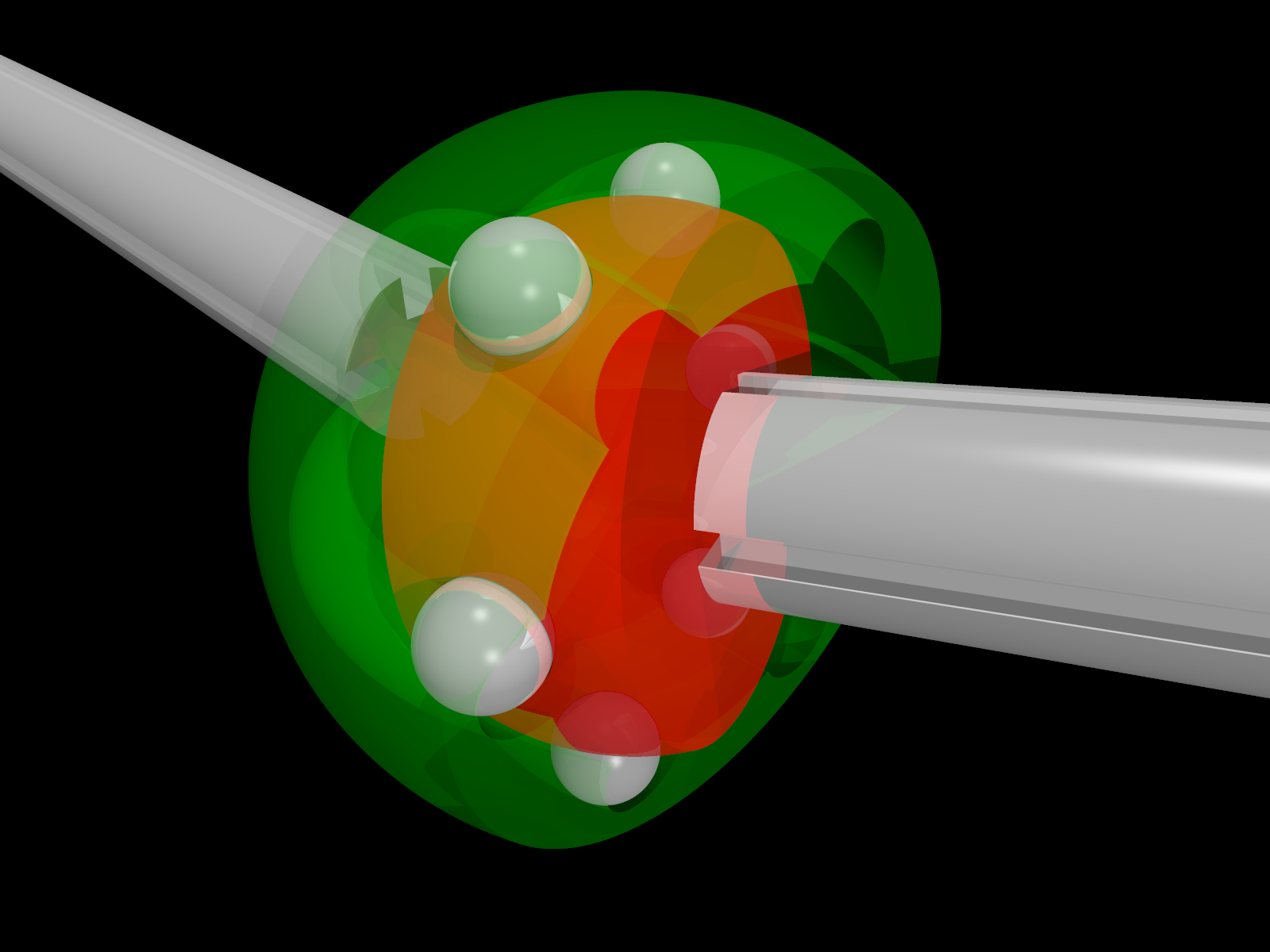
3D-изображение ШРУСа типа «Рцеппа»

Отдельно стоит остановиться на выборе смазки для ШРУС. Из-за высоких ударных нагрузок, например при трогании автомобиля с места, преодолении подъёмов, данный тип шарнира требует выбора специальной смазки — например, ШРУС-4. Применение неподходящей для шарнира смазки — низкого качества или неспособной выдерживать ударные нагрузки — приводит к быстрому износу и выходу ШРУСа из строя.
Для шарниров Рцеппа на 6 шариках применяется пластичная смазка чёрного цвета с содержанием дисульфида молибдена MoS2 3 % или 5 % (для особо тяжёлых условий эксплуатации), что прямо указывается в описании. Смазка для шарниров типа «трипод» на игольчатых подшипниках добавки молибдена MoS2 не содержит. В любом случае категорически запрещено применение графитовой смазки.
Также шарнир требует периодического осмотра состояния резинового чехла-сильфона, защищающего механизм шарнира от загрязнения и попадания воды. Вода в сочетании с кислородом воздуха превращает MoS2 в абразивный диоксид молибдена, чем сильно ограничивает применимость его в смазках.
{\displaystyle {\mathsf {MoS_{2}+2H_{2}O{\xrightarrow {\ }}MoO_{2}+2H_{2}S}}}
Если обнаружены трещины или сильные потёртости, а сам каучуковый сильфон (пыльник, или чехол) сохраняет герметичность, то можно обойтись заменой защитного сильфона (чехла), хомутов крепления, и заново смазать шарнир. В случае, если разрушились хомуты крепления, или чехол негерметичен — рекомендуется замена шарнира целиком.
При больших углах поворота максимальный передаваемый шарниром крутящий момент (допустимая нагрузка) меньше (чем при малых углах поворота), поэтому при эксплуатации рекомендуется избегать больших нагрузок при «вывернутых колёсах».
Шарниры равных угловых скоростей всегда герметизируются пыльником (чехлом в виде резинового сильфона), так как расположение шарнира способствует попаданию в него пыли, которая быстро выводит его из строя из-за абразивных свойств пыли.
Ресурс ШРУС современных автомобилей (при соблюдении герметичности чехла) очень велик и сопоставим с ресурсом самого автомобиля, также, цена нового ШРУСа с чехлом, как правило, невысокая.